# SESI Cultural Rio
O SESI Cultural Rio é um programa do SESI Rio que foi criado em 2004 com o objetivo de promover o acesso à arte no estado. Para isso, realiza programas e projetos culturais, investindo numa política de desenvolvimento da Indústria Criativa para oferecer à população diversas opções artísticas, tais como música, teatro, cinema, artes plásticas, poesia e dança. Ao facilitar a participação na vida cultural, o programa espera proporcionar qualidade de vida aos industriários, seus familiares e a sociedade em geral, favorecendo o despertar de talentos latentes e o fortalecimento da cidadania por meio da diversão.

## Projetos especiais
O SESI Cultural engloba uma série de iniciativas artísticas por meio de projetos especiais:
- X-Tudo SESI Cultural --> Evento anual que, desde 2010, promove manifestações artísticas (teatro, danca, música e artes plásticas) com entrada franca durante o mês de julho ou agosto;
- Ações culturais nas UPPs → Realizadas em parceria com o governo do estado do Rio de Janeiro, as atividades são voltadas para moradores das comunidades pacificadas[nota 1] e incluem:
  - Cursos gratuitos de educação básica (via SESI Rio) e profissional (via SENAI Rio);
  - Idas para espetáculos;
  - Eventos com participação de talentos locais;
  - Oficinas artísticas.
- Festival de música → Trata-se de um evento cuja primeira edição foi realizada em 2008, para facilitar o acesso do trabalhador industrial à cultura. Ele pode concorrer nas etapas estadual e nacional como intérprete, compositor ou letrista de qualquer gênero musical;
- Curta criativo → Competição de curtas-metragens (de animação, ficção ou documentário) que visa identificar novos talentos da indústria audiovisual e da indústria cinematográfica;
- Caravana cultural → Projeto itinerante para a difusão da arte e da cultura popular[nota 2] entre os municípios do Rio de Janeiro;
- Dia Nacional da Cultura → Foi instituído pela Lei 5.579/1970[3] como sendo todo dia 5 de novembro. Inspirado nessa lei, em 2007 foram feitas apresentações de ONGs como Grupo Cultural AfroReggae e Escola de Circo Crescer e Viver; em 2008, foram realizados workshops, produções locais e palestras voltadas para o tema “audiovisual”; em 2009 o tema escolhido foi “música clássica”, daí os concertos com Quinteto Villa-Lobos, Quarteto Incrina e Orquestra Tabajara;
- Prêmio Marcantônio Vilaça → Bienal que procura estimular a produção de novos artistas plásticos em museus. Os escolhidos ganham bolsa de um ano para produzirem, com o acompanhamento de um crítico ou curador;
- Dia Nacional do Samba → Comemoração via apresentações musicais de artistas consagrados, tais como Elza Soares, Neguinho da Beija-Flor e Leci Brandão.

## Demais projetos
Existem, ainda, outros projetos. Dentre eles, destacam-se:
- Oficinas Culturais→ São o ambiente propício para ensinar e experimentar cidadania, companheirismo, crescimento profissional e, claro, tornar a arte ainda mais presente na vida do cidadão fluminense por meio de aulas a preços populares: teatro, dança do ventre, dança de salão, street dance, canto, interpretação para TV e cinema, balé, circo, arteterapia, percussão e violão. O objetivo do projeto, que existe desde 2010, não é só formar profissionais, mas também melhorar a qualidade de vida (como hábitos, atitudes e autoestima) dos participantes, que vão de crianças e jovens até adultos e idosos;[4]
- A Febre do Samba → Musical que reúne sambas-enredo do carnaval carioca, cobrindo do final dos anos 20 até 1982, e de 1984 (construção do Sambódromo) até o presente;[5]
- Meia Maratona Cultural de Cinema → Ao mesmo tempo em que dá visibilidade a novos cineastas, coloca à disposição do público filmes de longa e curta-metragens que estão fora do circuito comercial brasileiro;[6]
- SESI In Jazz Festival → Festival mensal que reúne músicos consagrados e novatos a fim de valorizar a música instrumental. Podem participar grupos musicais nos gêneros jazz, blues ou bossa nova;[7]
- Concurso de Samba de Quadra → Criado para destacar a música de carnaval, seus autores e intérpretes, o concurso é voltado para compositores, sambistas, carnavalescos, intérpretes, poetas, músicos e todos que gostam de samba;[8]
- Midiateca Móvel → Ação na qual, durante dois dias, uma minivan leva livros e filmes para empréstimo a funcionários das indústrias do estado do Rio de Janeiro. O acervo fica na empresa durante o período de um mês para que haja real acesso à cultura no ambiente de trabalho;
- Workshops culturais → São direcionados para artistas, produtores, agentes culturais, estudantes e o público em geral. O objetivo é estimular a atividade cultural e orientar profissionais;[9]
- Exposições → Têm lugar num espaço específico para artistas exporem suas obras:
  - Bossa Nova - A bossa no Rio (2008);
  - Villa-Lobos, um criativo do Rio (2009);
  - Chopiníssimo - Chopin, o poeta do piano (2010);
  - Sérgio Britto e suas várias facetas (2011);
  - Vinícius de Moraes – 100 anos (2013);
  - Rubens Gerchman - Seleção de Craques (2014).[10][11]
- Samba & Outras Coisas → Fãs do ritmo se divertem com essa espécie de talk show gratuito que sempre traz um artista convidado. Já participaram Billy Blanco, Moacyr Luz, Danilo Caymmi, Elymar Santos, Agnaldo Timóteo, Ângela Maria e diversas escolas de samba;
- Poesia no SESI → Divulga a obra de poetas consagrados nacionais e estrangeiros (como Oswald de Andrade, Cecília Meirelles e Fernando Pessoa), bem como coloca o público para interagir com personalidades como Ferreira Gullar e Gilberto Mendonça Teles. Um grande nome da poesia tem sempre sua obra recitada por um crítico, especialista na área ou mesmo um poeta.